# Cornelis Dusart
Cornelis Dusart (Haarlem, 24 aprile 1660 – Haarlem, 1º ottobre 1704) è stato un pittore, disegnatore e incisore olandese.

## Biografia
È nato a Haarlem. Dusart fu allievo di Adriaen van Ostade tra il 1675 ed il 1679, ed è stato accettato nella Corporazione di San Luca ad Haarlem nel 1679. Le sue opere sono simili nello stile e soggetto a quelle del suo mentore. Particolarmente notevoli sono i suoi disegni molto particolareggiati di contadini, raffigurati con gessetti colorati e acquerelli. Morì a Haarlem.
Tra i suoi dipinti: La kermesse, Il mercato dei pesci, Osteria contadina e Litigio tra contadini.